# Драгоевич, Ваня
Ва́ня Драго́евич (серб. Вања Драгојевић; 11 января 2006, Земун) — сербский футболист, полузащитник клуба «Партизан» и молодёжной сборной Сербии.

## Клубная карьера
Родился 11 января 2006 года в районе Земун, Белград. Начал заниматься футболом в академии клуба «Алтина Земун», после чего перешёл в молодёжную академию «Партизана», где прошёл все возрастные категории. Участвовал в Юношеской лиге УЕФА в составе команды U19.
В сентябре 2023 года подписал первый профессиональный контракт с «Партизаном». В начале 2024 года был отдан в аренду в клуб «Телеоптик», выступавший в Сербской лиге (третий дивизион), где провёл 12 матчей и забил 2 гола.
После возвращения в «Партизан» дебютировал за основной состав в Кубке Сербии, а затем сыграл и в чемпионате. В сезоне 2024/25 закрепился в первой команде и стал одним из перспективных молодых игроков. В мае 2025 года продлил контракт с клубом до 2030 года, получив статус вице-капитана.

## Карьера в сборной
Вызывался в сборные Сербии различных возрастов. В 2025 году дебютировал за молодёжную сборную Сербии в товарищеском матче против Болгарии.